# Västergötlands runinskrifter 62
Runinskrift Vg 62 är en runsten som nu står på Ballstorps ödekyrkogård i Edsvära socken och Vara kommun, Skånings härad i Västergötland.

## Stenen

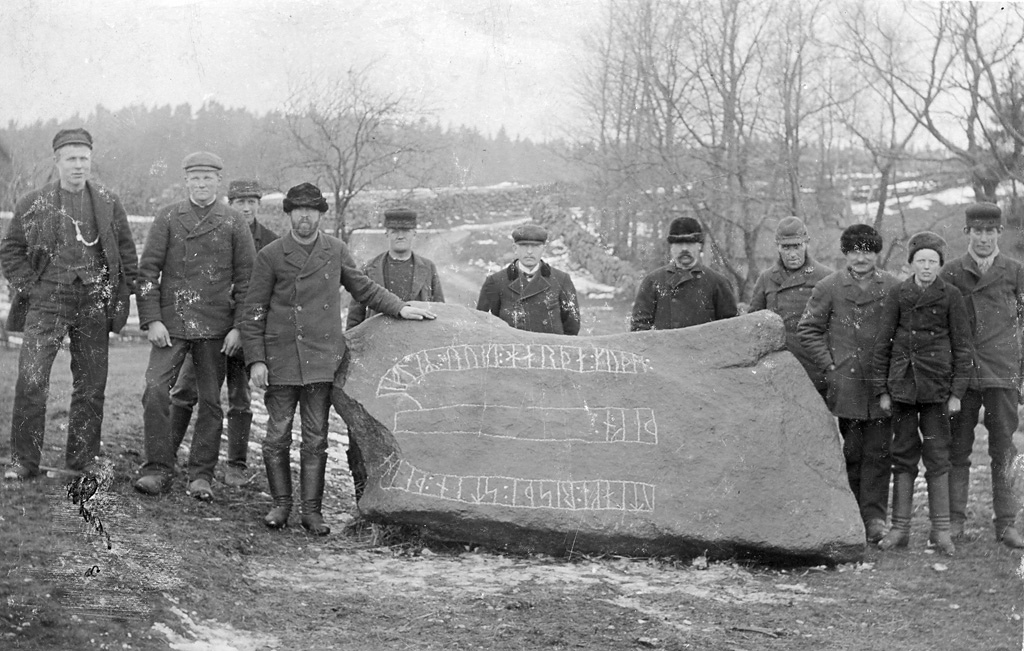
Arbetsteamet som hittade stenen år 1900.

Tidigare låg stenen som bro över en bäck cirka 40 meter söder om den nuvarande platsen. Den hittades av Johan Johansson på Stommen år 1900 och fördes då till dess nuvarande plats. Året efter upptäckte man att stenen hade en runinskrift. Ovetande om fornminneslagen, ristade dock Johan på Stommen följande text med runor och romerska siffror på stenens baksida: tina : stin : ar : hita : ok : rist : or MDCCCCI : af : ioan : fron :stomin : Samme Johan har även skapat andra liknande ristningar i trakten.

Materialet är ljusröd medelkornig gnejs och stilen som kallas RAK består av en runslinga utan övrig ornamentik. Den från runor translittererade och översatta inskriften lyder enligt nedan:  

## Inskriften
Runor: ᚢᛏᛚᛅᚴᛁ ᛬ ᚱᛁᛋᚦᛁ ᛬ ᛋᛏᛁᚾ ᛬ ᚦᚾ- ᛁᚠᛏᛁᚱ ᛬ ᚢᚢᛁᛏ ᛬ ᚼᛅᚱᚦᛅ ᛬ ᚴᚢᚦᚮᚾ ᛬ ᚦᛁᚴᚾ ᛬
Translitterering av runraden:
utlaki : risþi : stin : þn- iftiʀ : uuit : harþa : kuþon : þikn :
Normalisering till runsvenska:
Utlagi ræisti stæin þenn[a] æftiʀ Øyvind, harða goðan þegn.
Översättning till nusvenska:
Utlage reste denna sten efter Öjvind, en mycket god tägn.